# Orientalischer Augenwurm
Der Orientalische Augenwurm (Thelazia callipaeda) ist ein bei Säugetieren vorkommender Parasit, der die Anhangsorgane des Auges (Bindehaut, Tränenapparat) befällt. Am häufigsten sind Raubtiere betroffen, aber auch Kaninchen und Primaten einschließlich des Menschen werden befallen. Ursprünglich in Asien beheimatet, breitete sich der Orientalische Augenwurm auch nach Südeuropa aus, mittlerweile gibt es aber auch autochthone (ortsständige) Infektionen in Mitteleuropa. Die von ihm ausgelöste Erkrankung wird als Thelaziose bezeichnet.

## Merkmale

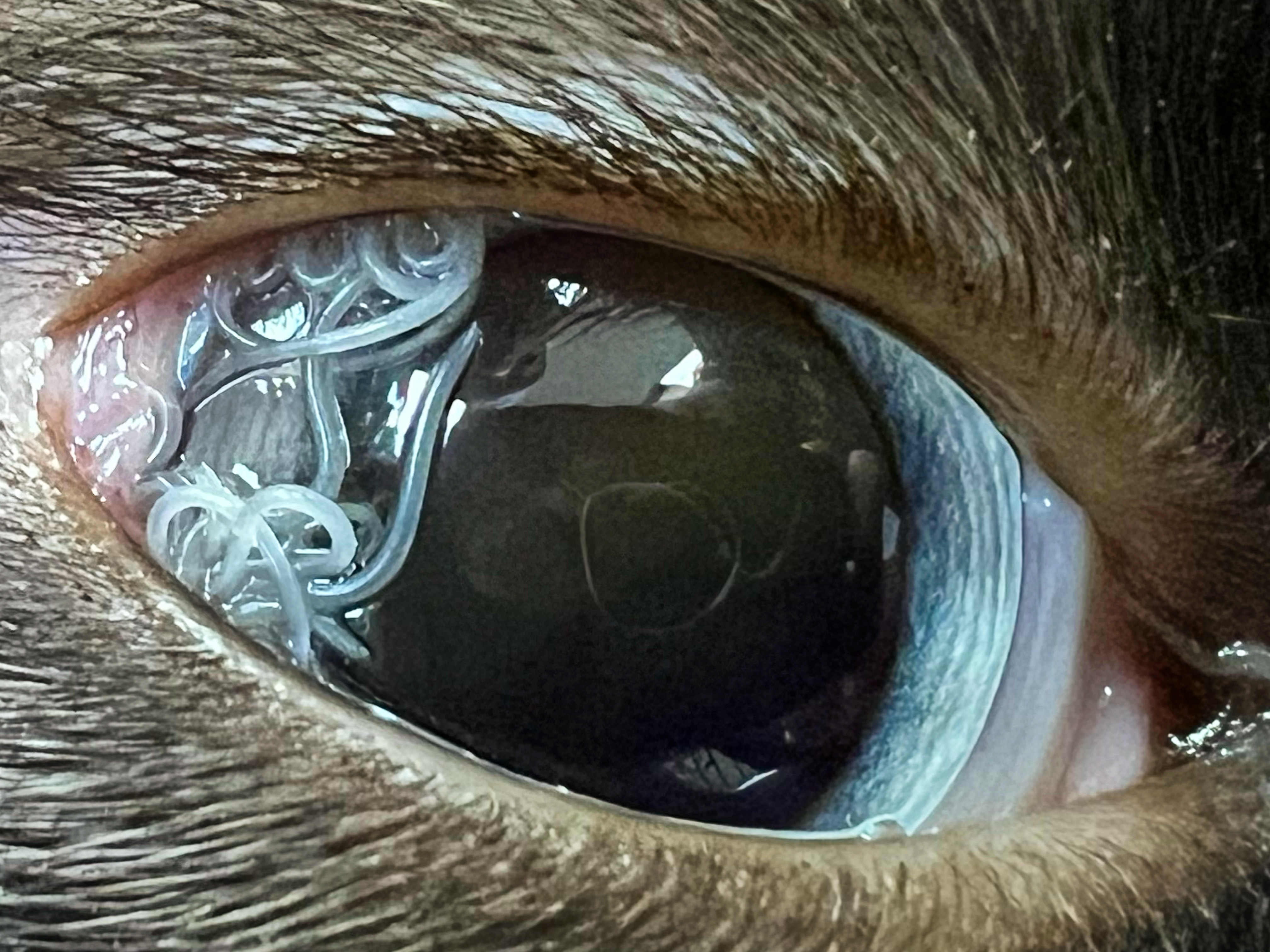
Thelaziose bei einer Katze

Der Orientalische Augenwurm ist dünn und weißlich-transparent. Männchen sind 7 bis 11,5 mm, Weibchen 7 bis 17 mm lang. Die Kutikula weist eine feine Querstreifung auf. Männchen haben eine einzelne und fünf Paare von Kaudalpapillen vor der Kloake und zwei Paare hinter ihr. Das linke Spiculum ist etwa 10-mal länger als das rechte. Die Vulva der Weibchen liegt in der Ösophagus-Region.

## Lebenszyklus
Der Orientalische Augenwurm lebt unter den Augenlidern und der Nickhaut. Die Würmer haben einen Sexualdimorphismus, die Weibchen sind vivipar. Nach der Begattung gibt das Weibchen das erste Larvenstadium in das Augensekret ab. Dieses wandert auf die Hornhaut und wird dort von Fliegen aufgenommen, die sich vom Augensekret ernähren. In Europa ist der wichtigste Überträger und Zwischenwirt die Taufliegenart Phortica variegata, welche im Mittelmeerraum von April bis Oktober aktiv ist und gezielt Augen aufsucht. Die Entwicklung bis zur Larve 3 findet im Zwischenwirt statt und dauert etwa drei Wochen. Die Larve 3 wandert von der Coelomhöhle in den Thorax und zu den Mundwerkzeugen der Taufliege. Wenn die Taufliege einen neuen Wirt aufsucht, wird die Larve 3 über den Rüssel auf die Augenschleimhäute abgegeben. Die weitere Entwicklung zu den Adulten findet ohne weitere Wanderung in der Augenumgebung des Wirts statt und dauert etwa vier Wochen.